# Simulfix
Ett simulfix är en typ av affix som ändrar ett eller flera befintliga fonem för att ändra innebörden av ett morfem.
Exempel på simulfix i svenskan är:
- man → män
- broder → bröder

Transfix i semitiska språk kan betraktas som en form av diskontinuerliga simulfix.